# 中川村内テレビ中継局
中川村内テレビ中継局（なかがわむらないテレビちゅうけいきょく）では、かつて長野県上伊那郡中川村に置かれていたアナログテレビ中継局について説明する。

## 概要
- 中川村内には、「中川小和田中継局」及び「中川田島中継局」の2局が置かれていた。

| 放送局名        | チャンネル | 空中線電力           | ERP            | 放送対象地域 | 放送区域内世帯数 |
| NHK長野総合     | 52ch       | 映像0.1W /音声0.025W | 映像-W /音声-W | 長野県       | -                |
| NHK長野教育     | 50ch       | 映像0.1W /音声0.025W | 映像-W /音声-W | 全国         | -                |
| SBC信越放送     | 54ch       | 映像0.1W /音声0.025W | 映像-W /音声-W | 長野県       | -                |
| NBS長野放送     | 56ch       | 映像0.1W /音声0.025W | 映像-W /音声-W | 長野県       | -                |
| TSBテレビ信州   | 58ch       | 映像0.1W /音声0.025W | 映像-W /音声-W | 長野県       | -                |
| abn長野朝日放送 | 60ch       | 映像0.1W /音声0.025W | 映像-W /音声-W | 長野県       | -                |

- 送信チャンネルは、両中継局とも同一

## 所在地
- 中川小和田中継局：長野県上伊那郡中川村片桐字小和田（牧ヶ原）
- 中川田島中継局：長野県上伊那郡中川村片桐字田島（諏訪社境内）

## デジタル放送について
- 飯田中継局を受信することになる[1]。
- そのため、2011年7月24日をもってテレビ中継局は廃局となった。